# Lenszki járás

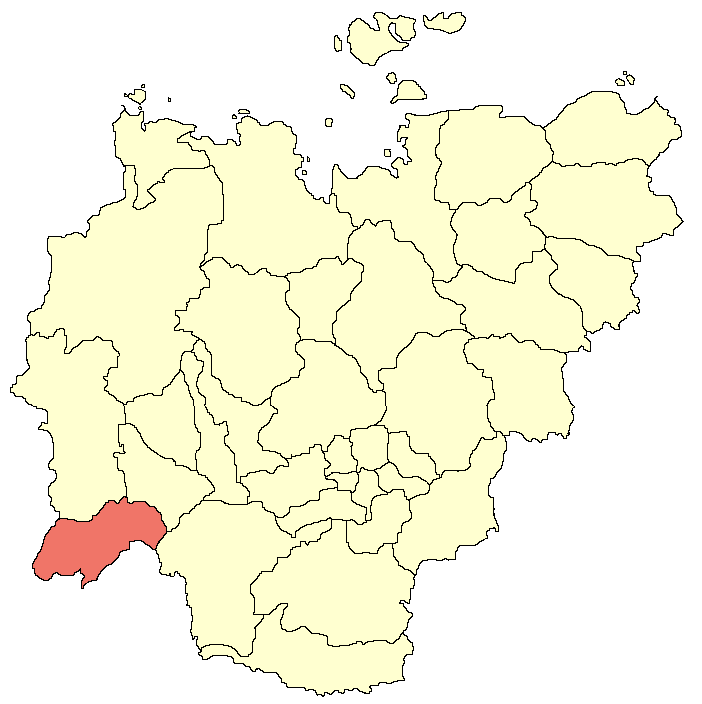
A Lenszki járás Jakutföldön

A Lenszki járás (oroszul Ленский район, jakut nyelven Ленскэй улууһа) Oroszország egyik járása Jakutföldön. Székhelye Lenszk.

## Népesség
- 1989-ben 49 702 lakosa volt, melynek 76,9%-a orosz, 8,9%-a jakut, 0,1%-a even, 0,1%-a evenk.
- 2002-ben 38 669 lakosa volt.
- 2010-ben 39 755 lakosa volt, melyből 31 101 orosz, 4157 jakut, 972 ukrán, 430 tatár, 365 kirgiz, 260 burját, 244 tadzsik, 238 német stb.